# Linia kolejowa nr 211/21 (Infra Silesia/JSK)
Linia kolejowa Rybnik Towarowy – Borynia – przemysłowa linia kolejowa zarządzana przez spółki: Infra Silesia od stacji Rybnik Towarowy, gdzie odgałęzia się w okręgu RTB do posterunku odgałęźnego Boguszowice, położonego w kilometrze 8,348. Za posterunkiem Boguszowice linia zmienia numer na 21, co związane jest ze zmianą zarządcy infrastruktury na Jastrzębską spółkę kolejową i według kilometrażu Infra Silesia kończy się na stacji Borynia, jednakże JSK precyzuje jej koniec na stacji Jas-Mos. Stacja na KWK Jas-Mos jest wyłączona z ruchu i linia obecnie prowadzi jedynie do posterunku Szeroka w Gogołowej oraz na hałdę Pochwacie.

## Stacje i posterunki ruchu
- Rybnik Towarowy RTB (punkt początkowy i styczny z siecią PKP PLK)
- KWK Chwałowice Chw
- KWK Jankowice JNA-1
- Boguszowice Bg
- Borynia
- Szeroka (posterunek znajduje się w Gogołowej)
- Jas-Mos (stacja nieczynna)